# Santorini

Santorini 3D

Santorini (tiếng Hy Lạp: Σαντορίνη, phát âm [sadoˈrini]), tên cổ điển Thera (/ˈθɪrə/), và tên chính thức Thira (tiếng Hy Lạp: Θήρα [ˈθira]), là một hòn đảo ở miền nam biển Aegea, nằm cách 200 km (120 mi) về phía đông nam của đại lục Hy Lạp. Đây là đảo lớn nhất của một quần đảo nhỏ, có hình dạng hình vòng tròn và là tàn dư của một miệng núi lửa. Đây là một phần của cực nam của nhóm đảo Cyclades, với diện tích xấp xỉ 73 km2 (28 dặm vuông Anh) và dân số theo điều tra năm 2001 là 13.670 người. Khu tự quản Santorini bao gồm các đảo có người ở là Santorini và Therasia cùng các đảo không người ở Nea Kameni, Palaia Kameni, Aspronisi, và Christiana. Tổng diện tích của khu tự quản là 90,623 km2 (34,990 dặm vuông Anh). Santorini là một phần của đơn vị thuộc vùng Thira.
Santorini về cơ bản là tàn dư sau một vụ nổ núi lửa khổng lồ đã tàn phá các khu định cư đầu tiên trên một hòn đảo đơn nhất, và tạo ra hõm chảo núi lửa địa chất như hiện nay. Một phá nước hình chữ nhật khổng lồ ở giữa với kích thước 12 nhân 7 km (7,5 nhân 4,3 mi), bao quanh là các vách đá dựng đứng cao 300 m (980 ft) tại ba mặt. Ở mặt thứ tư, phá nước tách biệt với biển nhờ hòn đảo nhỏ hơn là Therasia; phá nước được nối với biển ở hai nơi, phía tây bắc và tây nam. Hõm chảo sâu 400m và cho phép tất cả tàu thuyền ngoại trừ những loại ngoại cỡ neo đậu bất kỳ địa điểm nào; tuy vậy, một bến du thuyền mới đã được xây dựng tại Vlychada ở bờ biển phía tây nam của đảo. Cảng chính được gọi là Athinias. Thủ phủ của đảo là Fira, bám vào đỉnh vách đá nhô ra phá nước. Các đá núi lửa hiện diện từ trước khi phun trào có đặc điểm nổi bật là olivin và có sự hiện diện ở mức độ nhỏ song đáng chú ý của hornblend.
Đây là trung tâm núi lửa hoạt động mạnh nhất trong Cung núi lửa Nam Aegea, mặc dù những gì còn lại cho đến nay là một hõm chảo núi lửa chứa đầy nước. Cung núi lửa dài xấp xỉ 500 km (310 mi) và rộng 20 đến 40 km (12 đến 25 mi). Khu vực có các hoạt động núi lửa đầu tiên vào khoảng 3–4 triệu năm trước, mặc dù các hiện tượng núi lửa tại Thera bắt đầu khoảng 2 triệu năm trước đây với các dòng dung nham được phun ra từ các lỗ thông quanh Akrotiri.
Hòn đảo là nơi đã diễn ra một trong những vụ phun trào núi lửa lớn nhất từng được ghi nhận trong lịch sử: vụ phun trào Minoa (đôi khi gọi là phun trào Thera), xảy ra vào khoảng 3600 năm trước vào thời điểm đỉnh cao của nền văn minh Minoa. Vụ phun trào đã để lại một miệng núi lửa bao quanh một lớp tro núi lửa dày hàng trăm feet và có thể đã gián tiếp dẫn đến sự sụp đổ của nền văn minh Minoa trên đảo Crete, 110 km (68 mi) về phía nam bằng một trận sóng thần khồng lồ. Tuy vậy, thuyết này không được hợp lý về mặt niên đại, vì khi nền văn minh Minoa sụp đổ không phải là thời điểm xuất hiện sóng thần, mà là khoảng 90 năm sau. Một thuyết phổ biến khác cho rằng vụ phun trào Thera là khởi nguồn của huyền thoại Atlantis.

## Tên gọi

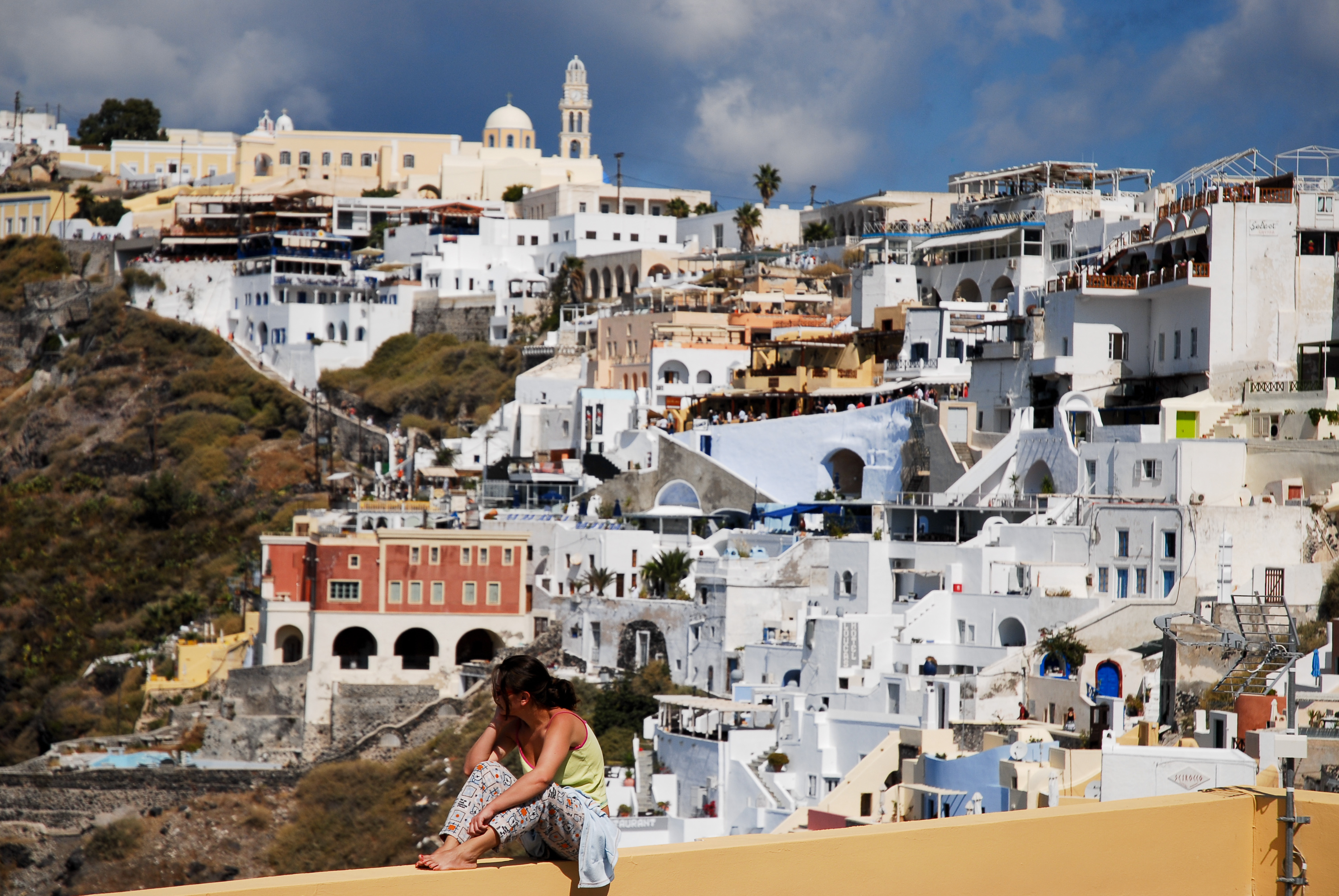
Fira trên đảo Santorini

Santorini là tên được Đế quốc Latinh đặt vào thế kỷ 13, và ám chỉ đến Thánh Irênê, từ tên của một nhà thờ cổ tại làng Perissa. Trước đó, đảo được gọi là Kallístē (Καλλίστη, "cái đẹp nhất"), Strongýlē (tiếng Hy Lạp: Στρογγύλη, "cái vòng tròn"), hay Thēra. Tên gọi Thera đã được phục hồi vào thế kỷ 19 và trở thành tên chính thức của đảo và thành phố chính trên đảo, nhưng tên thông tục Santorini vẫn được sử dụng phổ biến. Dưới thời đế chế Ottoman thống trị biển Aegea, địa danh ngoại lai của tiếng Thổ của đảo là "Santurin" hay "Santoron".

## Khu tự quản
Khu tự quản Thera hiện nay (chính thức: "Thira", tiếng Hy Lạp: Δήμος Θήρας), bao gồm tất cả các điểm định cư tại Santorini và Therasia, được thành lập theo cải cách chính quyền địa phương vào năm 2011 với việc hợp nhất các khu tự quản Oia và Thera trước đó.
Oia nay được gọi là một Κοινότητα (xã) thuộc khu tự quản Thera, và nó bao gồm các phân khu địa phương (tiếng Hy Lạp: τοπικό διαμέρισμα) của Therasia và Oia.
Khu tự quản Thera bao gồm tổng cộng 12 phân khu trên đảo Santorini: Akrotiri, Emporio, Episkopis Gonia, Exo Gonia, Imerovigli, Karterakos, Megalohori, Mesaria, Pyrgos Kallistis, Thera (thủ phủ), Vothon, và Vourvoulos.

## Địa lý
Hòn đảo là kết quả của một chuỗi lặp đi lặp lại của núi lửa hình khiên được tạo nên theo sau sự sụp đổ của miệng núi lửa. Vùng bờ biển bên trong xung quanh miệng núi lửa là một bờ vực thẳng đứng với độ sâu trên 300 m từ điểm cao nhất, và phô bày các địa tầng khác nhau của dung nham cứng hóa trên đỉnh và đô thị chính được xây dựng tại chóp của vực. Mặt đất sau đó dốc ra phía ngoài và đi xuống phần chu vi ngoại vi, và các bãi biển ngoại vi mịn và nước nông. Màu sắc của các bãi cát phụ thuộc vào lớp địa chất lộ ra; có những bãi biển với cáy hoặc đá cuội tạo thành từ nham thạch cứng hóa với các màu khác nhau: đỏ, đen, trắng.... Nước tại các bãi biển có màu tối hơn thường ấm hơn do dung nham hấp thu nhiệt.
Santorini và Anafi là một trong những địa điểm hiếm hoi tại châu Âu có khí hậu sa mạc nóng theo hệ thống phân loại khí hậu Köppen.

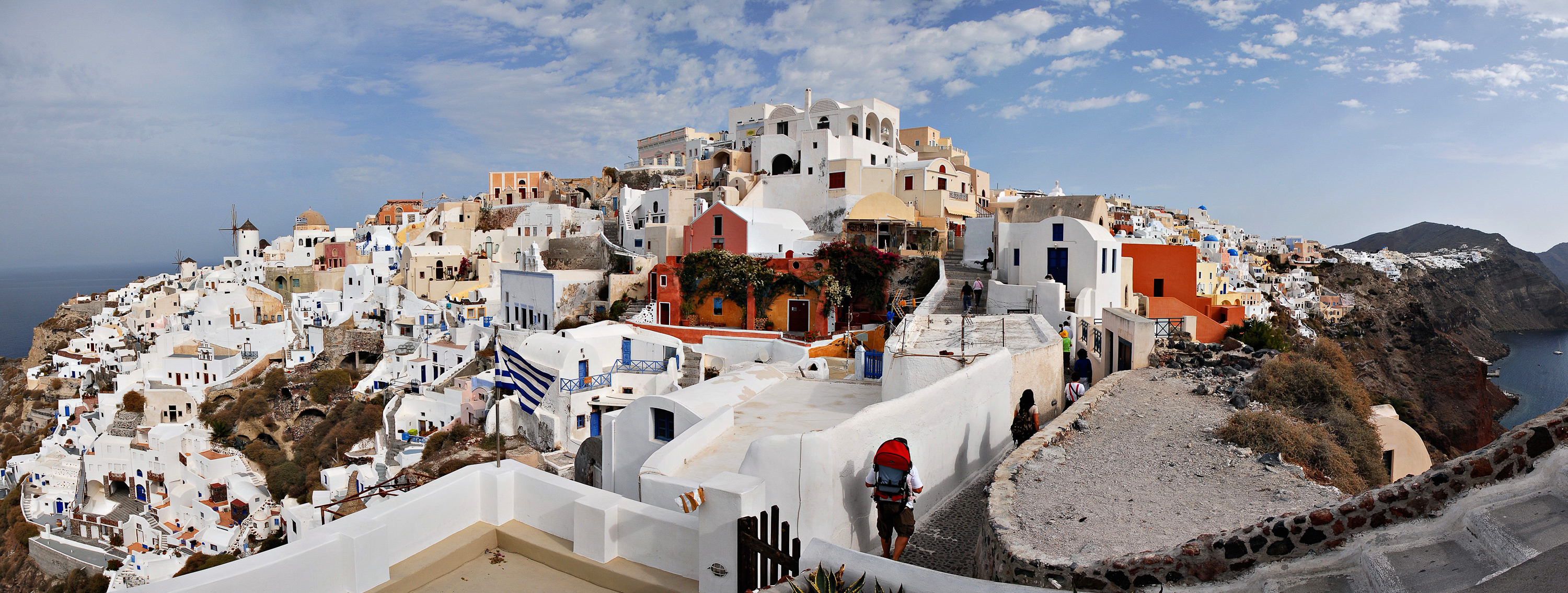
Cận cảnh Oia

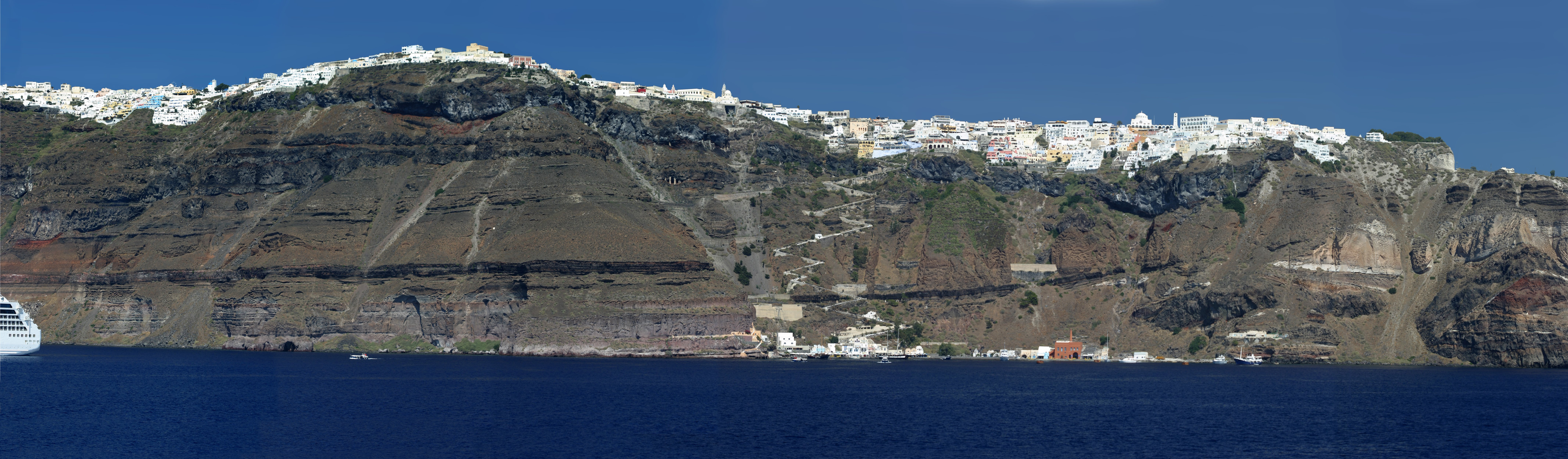
Toàn cảnh đô thị chính của Santorini, Fira

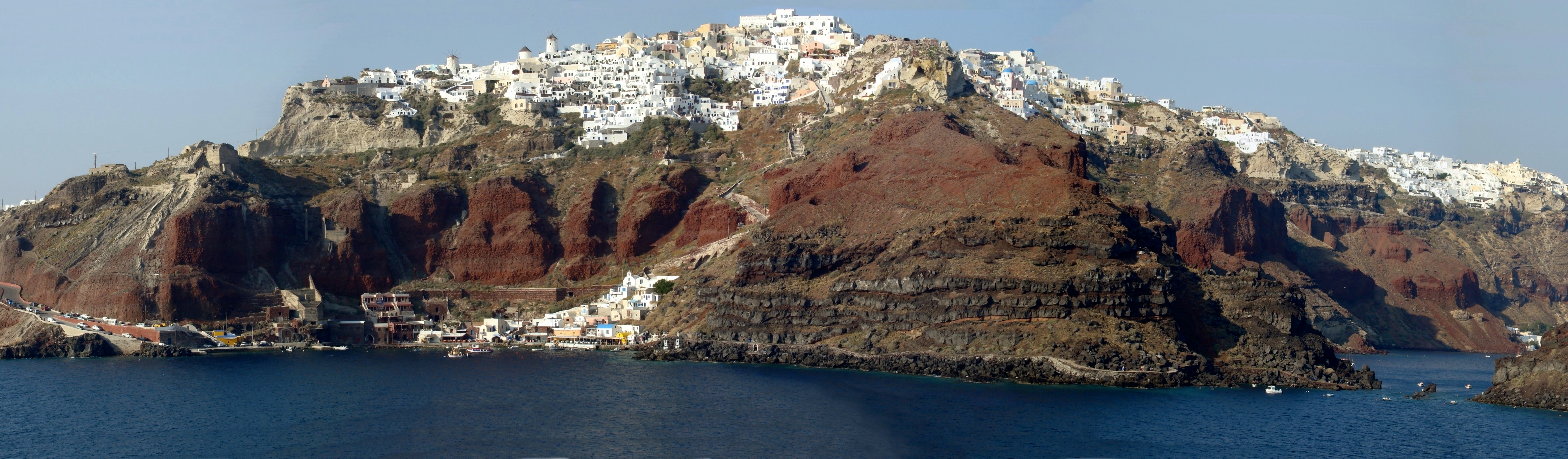
Toàn cảnh đô thị Oia của Santorini

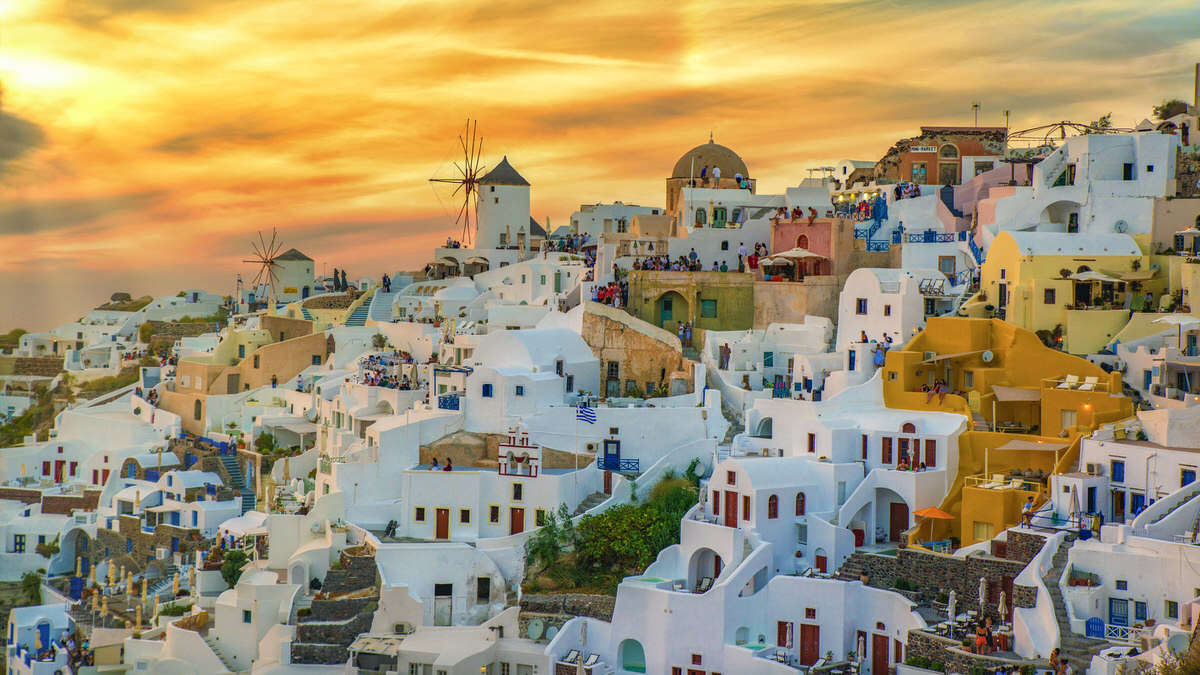
Hoàng hôn ở Oia
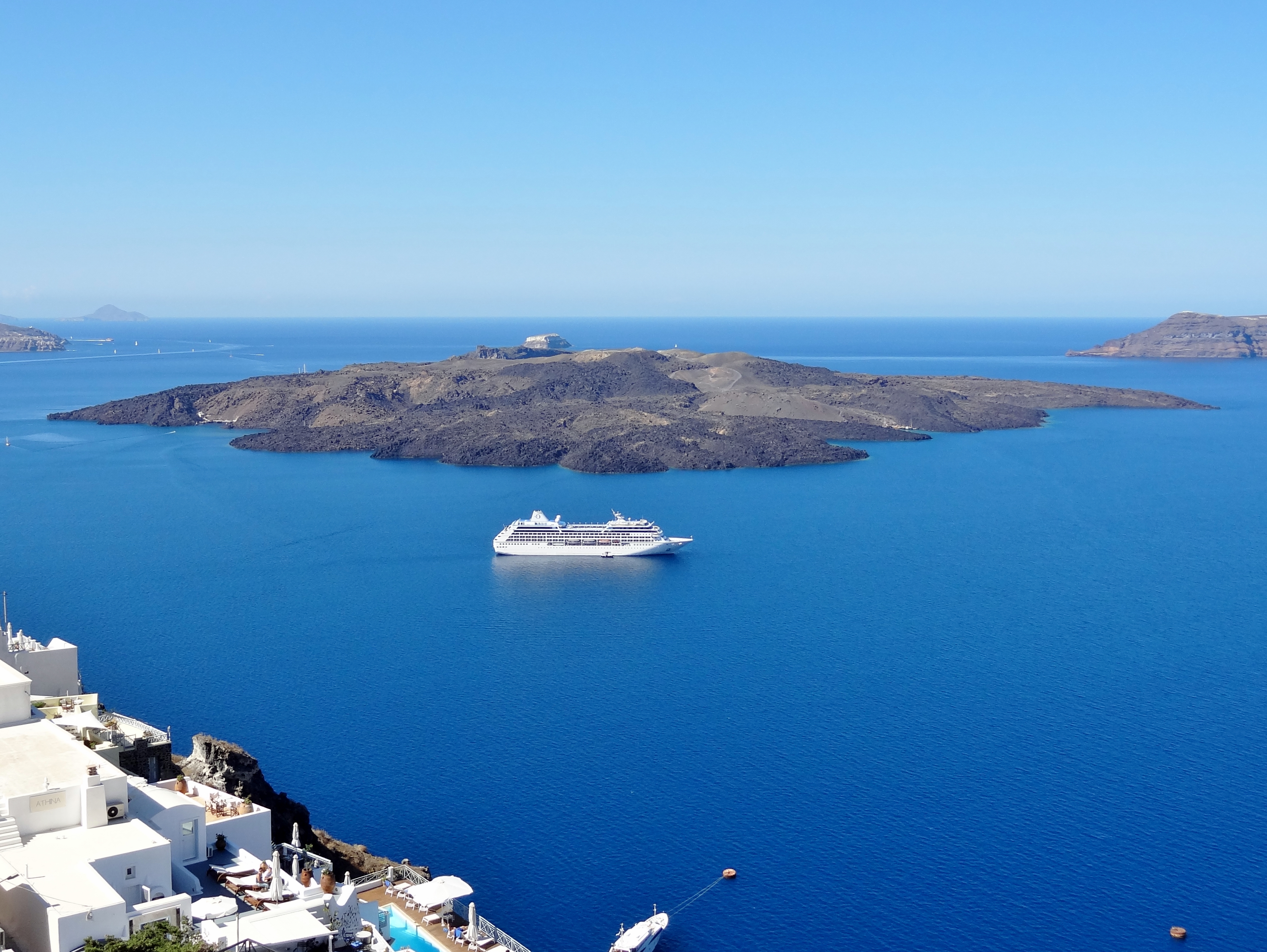
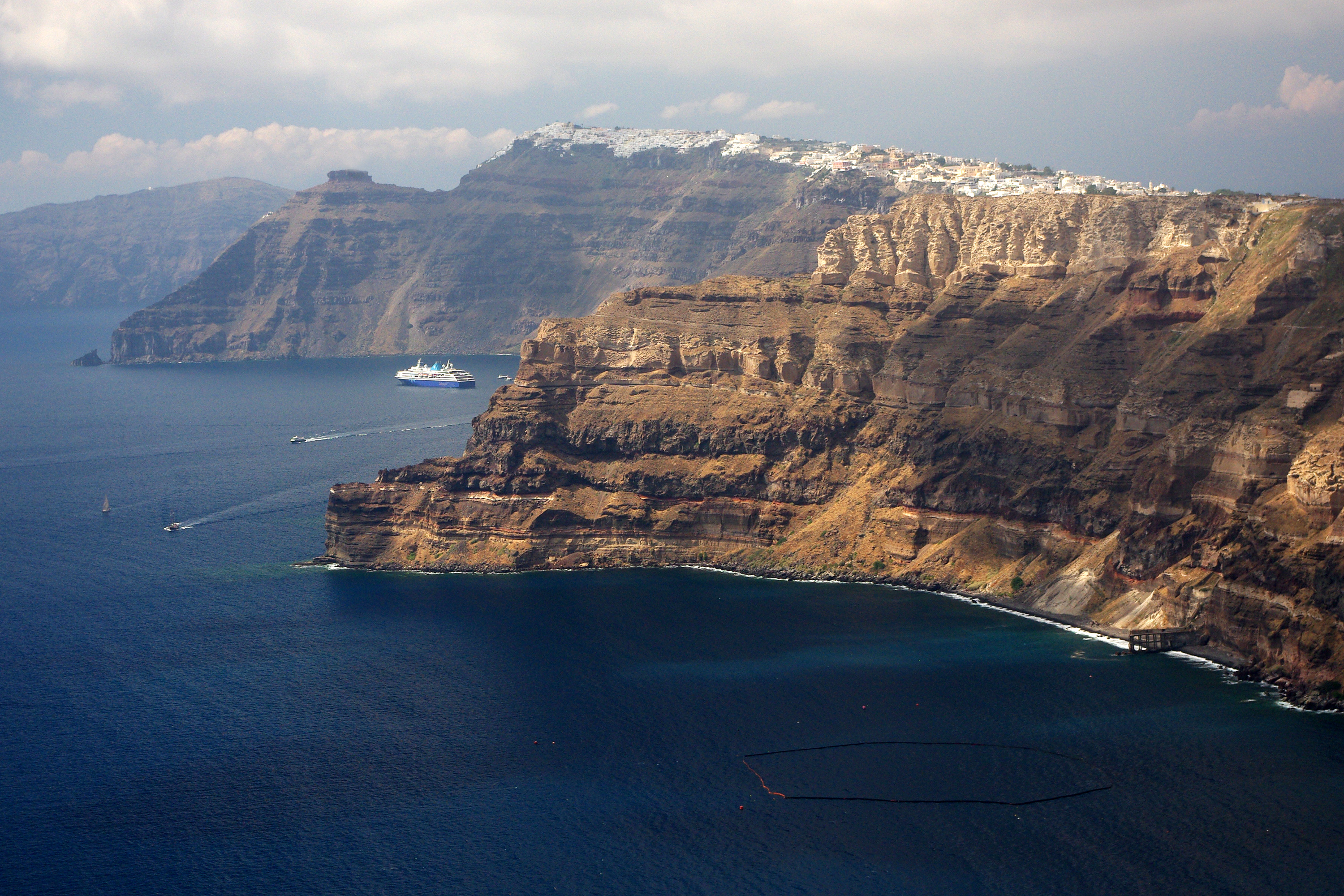
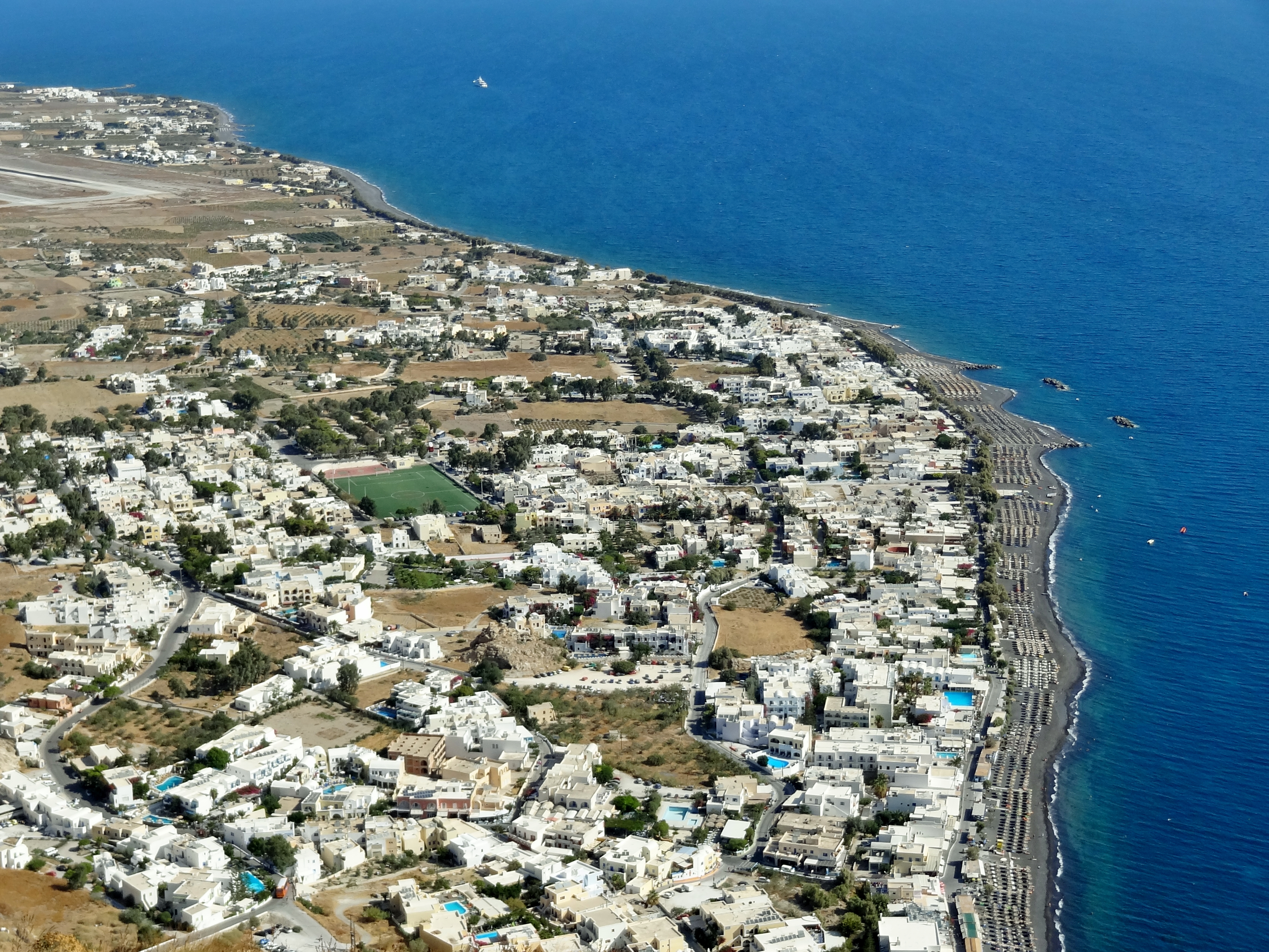
Kamari
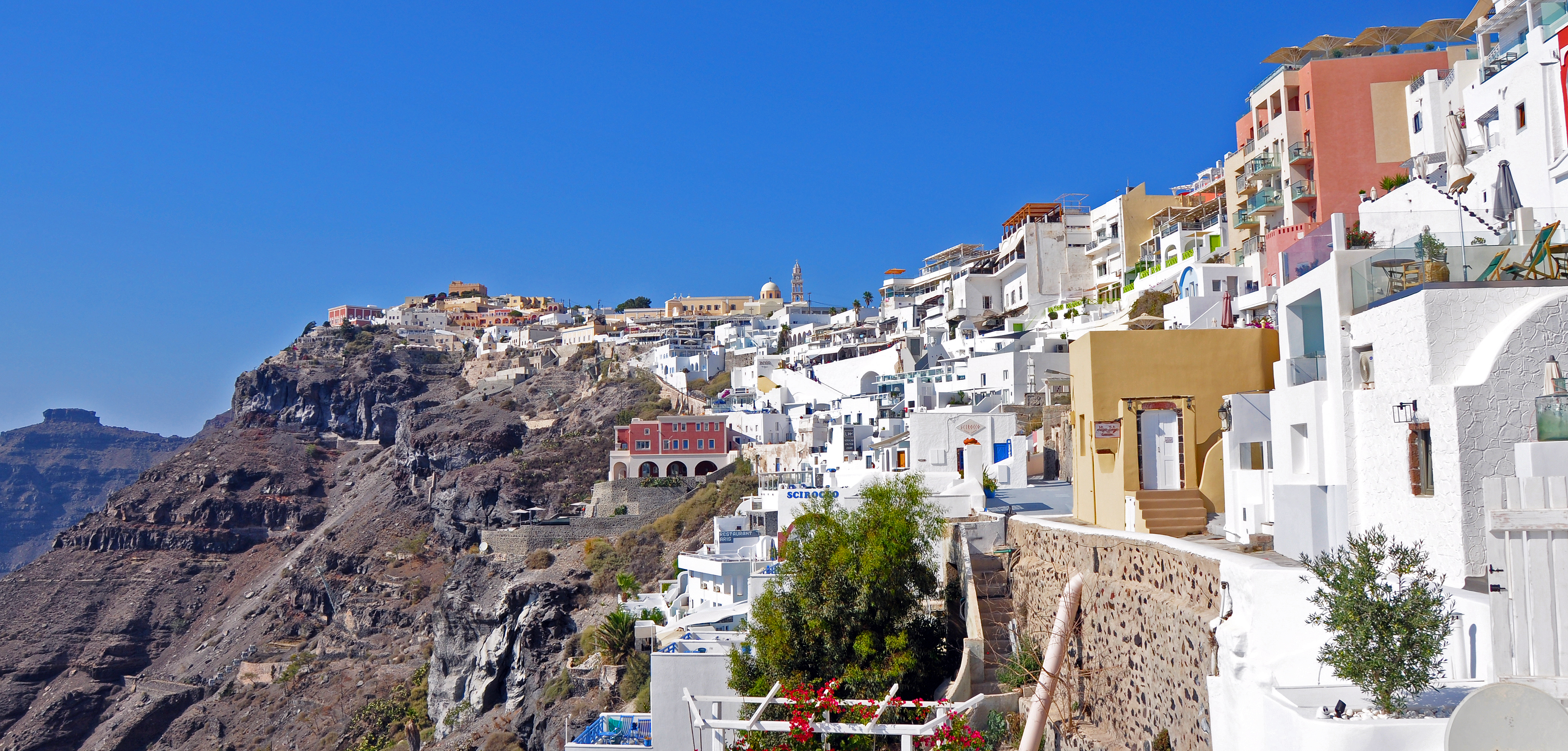
Fira
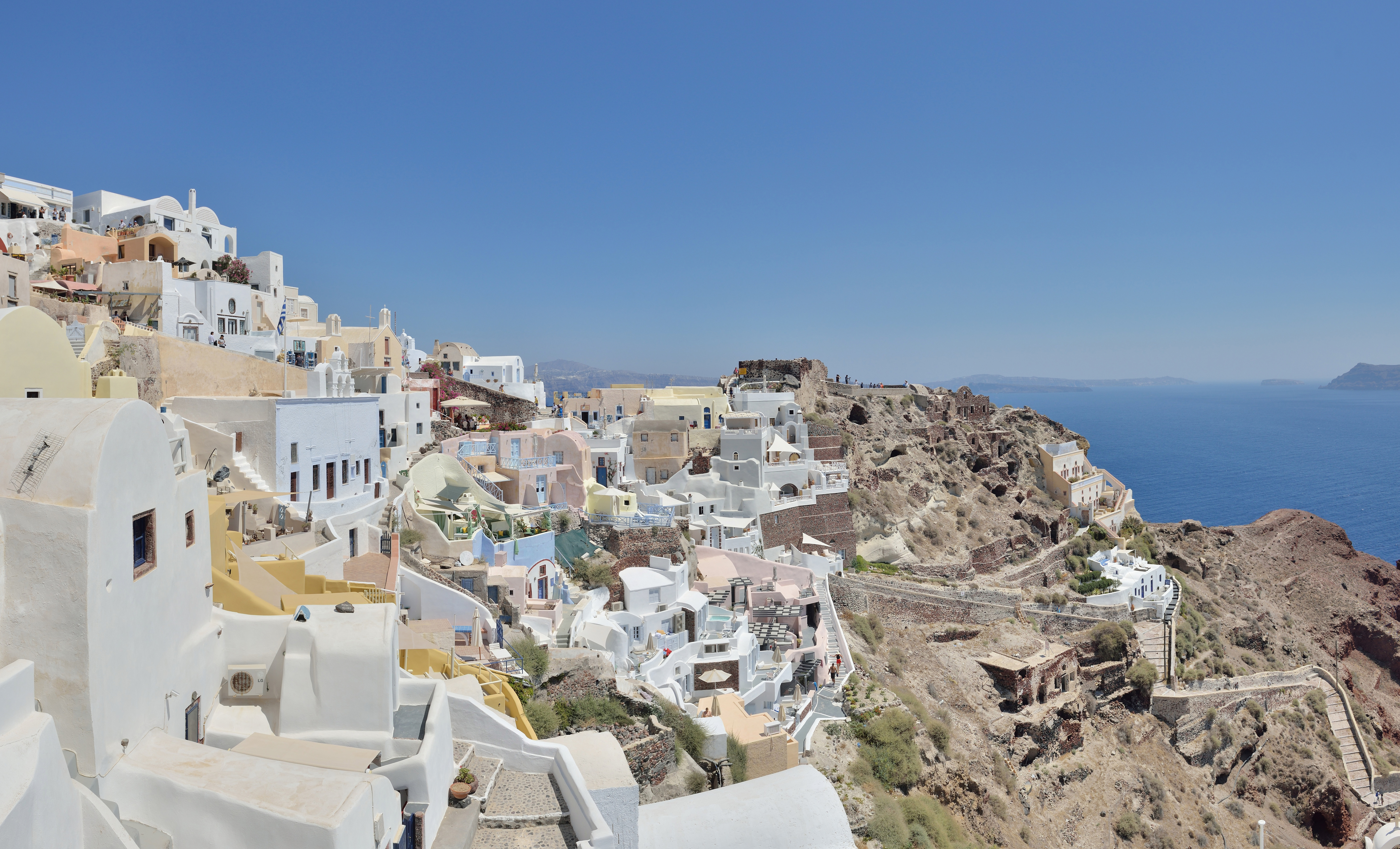
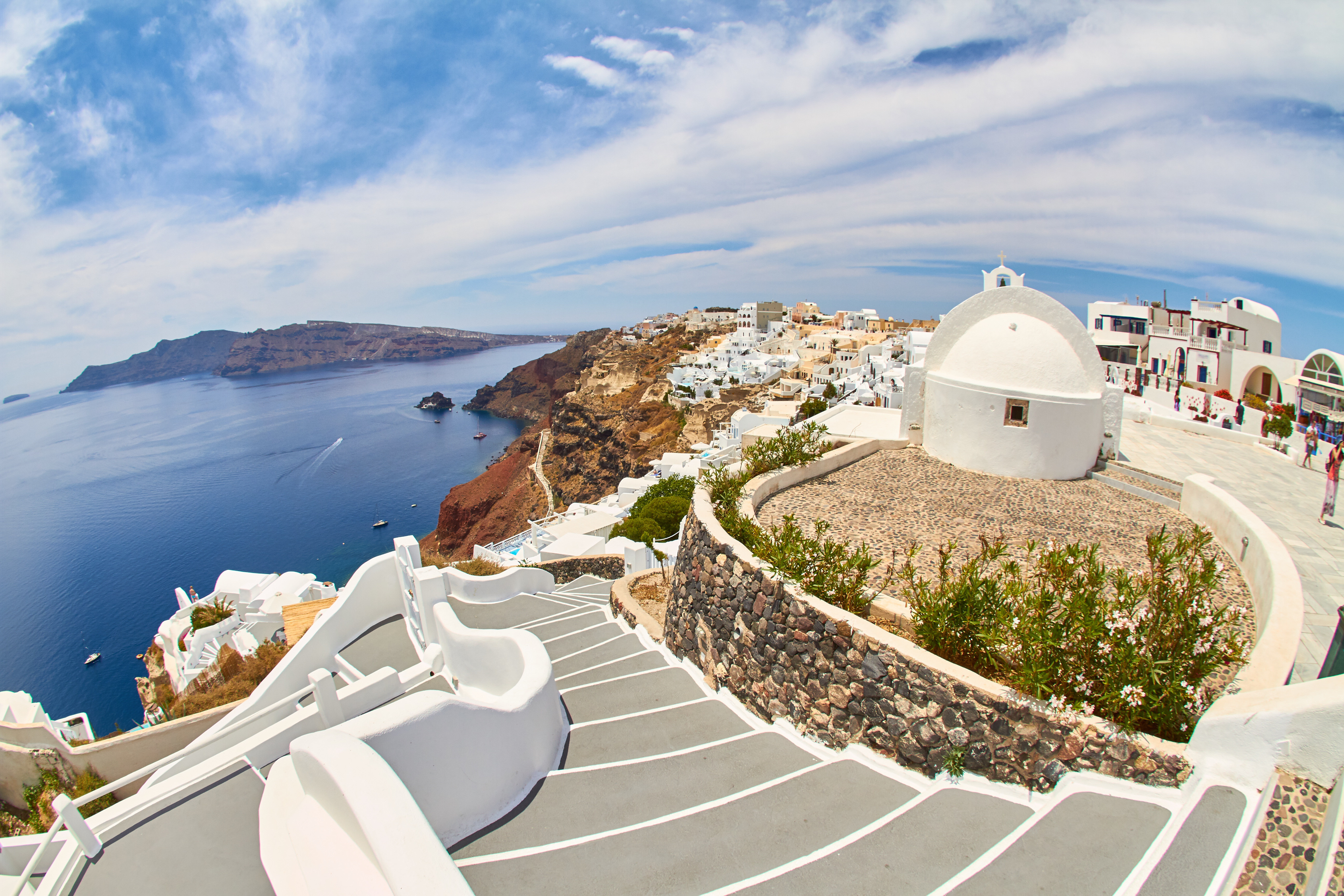
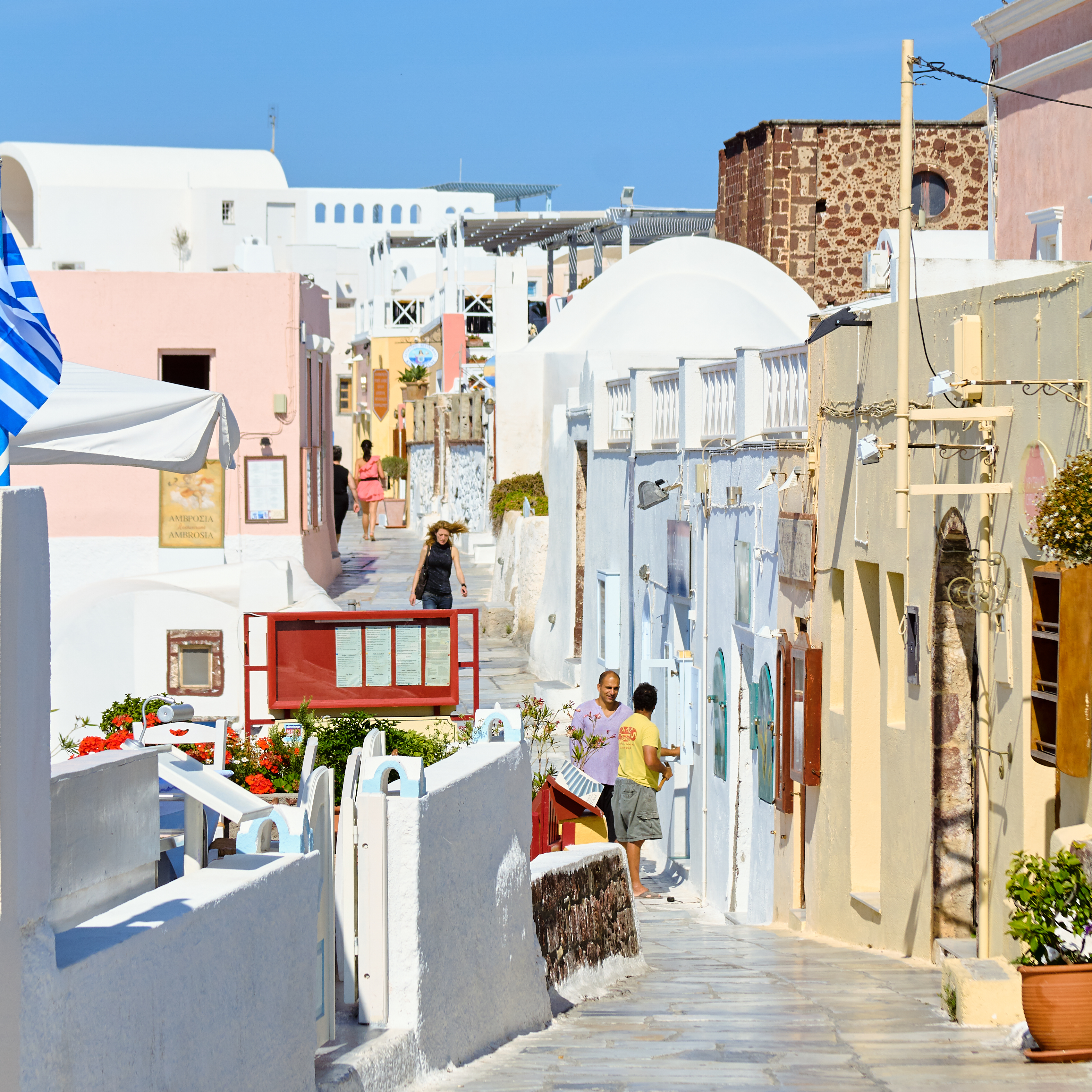